# Alojz Prašnikar
Alojz Prašnikar (tudi Alois Praschniker), slovenski industrialec in gradbenik, * 13. maj 1821, Izlake, † 14. januar 1899, Mekinje.

## Življenjepis
Alojz Prašnkar izhaja iz stare strojarske družine. V Kamniku se je tudi sam izučil strojarstva, se 19 leten poročil s Terezijo Šporn in prevzel lepo posestvo njene tete v Mekinjah. Podjeten in naravno nadarjen je začel z ženinim sorodnikom Špornom prevzemati manjša gradbena dela, kakor npr. restavracijo cerkve sv. Primoža nad Kamnikom, gradnjo cest in mostov po Kranjskem in Koroškem. Leta 1857 je prevzel gradnjo raznih objektov kamniške »smodnišnice« (sedaj KIK Kamnik) in njenega več kilometrov dolgega obzidja. Zaradi lažje gradnje je leta 1857 postavil v Mekinjah pri Kamniku tovarno cementa (takrat druga taka tovarna v Avstriji) in opekarno.. Bil je graditelj železniških prog v Švici in Avstro-Ogrski. 14. maja 1889 je skupaj z baronom Lazarinijem pridobil koncesijo za gradnjo prve lokalne železnice na Kranjskem: Ljubljana (Šiška)–Kamnik. Tri dni kasneje je skupaj z Lazarinijem ustanovil delniško družbo »Lokalna železnica Ljubljana - Kamnik« s sedežem na Dunaju. Proga je bila dana v redni promet 28. januarja 1891.
Prašnikar je gradil tudi zdravilišča. Tako je v Kamniku 1876 zgradil »Prašnikarjevo kopališče in zdravilišče« t. i. Kurhaus, kjer so zdravili po metodi Kneippovega zdravljenja.Še pred tem pa je 1868 kupil Medijo pri Izlakah in 1877 zgradil prijetno zdravilišče z jamskim kopališčem in plavalnim bazenom s termalno vodo, ki ima temperaturo med 24 in 26 °C, današnje Medijske toplice.
Njegov sin Alojzij (1857-1938) je služboval na Dunaju kot obratni ravnatelj Južne železnice, vnuk Kamilo (1884-1949) pa je postal znan avstrijski arheolog.